# Molly house
U Engleskoj 18. stoljeća, molly house je bila gostionica ili privatna prostorija u kojoj su se okupljali gejevi ili travestiti radi druženja ili pronalaska seksualnog partnera. Molly house je preteča nekih vrsta današnjih gay barova.

## Povijest
Pojam molly u Engleskoj 18. stoljeća koristio se za efeminiranog, gotovo u pravilu homoseksualnog muškarca. Mollyji i ostali pripadnici supkulture bili su preteče šire skupine "homoseksualnih" identiteta u 20. i 21. stoljeću.
Najpoznatija molly house bila je Margaret Clap ili Mother Clap u Holbornu, dijelu Londonskog središta, koja je bila otvorena dvije godine, od 1724. do 1726.
Posjetitelji molly housea predstavljali su supkulturu u Engleskoj onog doba. Smatrali su se ženama, služili se ženskim imenima, ponašali se feminizirano i oponašali ženski govor. Održavani su često i „obredi vjenčanja” između mollyja i njegovoga ljubavnika kako bi se formaliziralo njihovo partnerstvo i vjernost.
Ponekad su se izvodile ritualizirane predstave zvane lažni porodi (eng.: mock birth ili lying in). Tom prilikom je molly odjeven u spavaćicu i smješten na stolici glumio porod u nazočnosti drugih mollyja koji su glumili primalje. Ritual je završavao „rođenjem” drvene lutke koja je predstavljala novorođenče. Ovaj je ritual gotovo sigurno potjecao od kuvade ili muških babinja.
U Engleskoj onog doba, prakticiranje analnog snošaja se kažnjavalo smrtnom kaznom na temelju zakona Buggery Act iz 1533. Mnogi sudski zapisnici onog doba koji opisuju sudske postupke i presude na temelju Buggery Acta predstavljaju dokaze o postojanju i običajima molly housea.
Iako su molly house postojale kroz cijelo 18. i početak 19. stoljeća, poneki od njih i djelomično javno, vlasnici su vrlo često zakonski gonjeni. Homoseksualci osuđeni na vezanje na stup srama pojavljuju se u sudskim spisima vrlo često, čak jedan slučaj tjedno, kroz cijelu sredinu 18. stoljeća. Presude za sodomiju u Londonu rezultirale su čestim smrtnim kaznama vješanjem u selu Tyburnu, u kojem su se izvršavale smrtne presude za londonsko područje.